# Duingen
Duingen – miasteczko (niem. Flecken) w Niemczech, w kraju związkowym Dolna Saksonia, w powiecie Hildesheim, wchodzi w skład gminy zbiorowej Leinebergland. Do 31 października 2016 siedziba gminy zbiorowej Duingen, która dzień później została połączona z gminą zbiorową Gronau (Leine) tworząc nową gminę zbiorową Leinebergland. Dawne cztery gminy: Coppengrave, Hoyershausen, Marienhagen oraz Weenzen stały się dzielnicami miasteczka.